# Championnat de Suède féminin de football 2010
Navigation
Championnat 2009 Championnat 2011
Le championnat de Suède de football féminin 2010 est la 23e édition du championnat de Suède de football féminin. Les douze meilleurs clubs de football féminin de Suède sont regroupés au sein d'une poule unique, la Damallsvenskan, où ils s'affrontent deux fois au cours de la saison, à domicile et à l'extérieur.
Le vainqueur de la compétition et champion de Suède 2010 est le Lait de Beauté Football Club Malmö, dont c'est le sixième titre. Le club a auparavant remporté cinq titres sous le nom de Malmö FF. Le champion se qualifie pour la Ligue des champions féminine de l'UEFA 2011-2012 en compagnie du club de Kopparbergs/Göteborg FC, deuxième du championnat. Sunnanå SK (en) et AIK Solna sont relégués en deuxième division.

## Compétition

### Classement
Le barème utilisé pour établir le classement est le suivant : 3 points pour une victoire, 1 point pour un match nul et 0 point pour une défaite.
| Rang | Équipe                  | Pts | J  | G  | N | P  | Bp | Bc | Diff |
| ---- | ----------------------- | --- | -- | -- | - | -- | -- | -- | ---- |
| 1    | LdB FC Malmö            | 59  | 22 | 19 | 2 | 1  | 66 | 18 | +48  |
| 2    | Kopparbergs/Göteborg FC | 48  | 22 | 14 | 6 | 2  | 59 | 18 | +41  |
| 3    | Linköpings FC (T,C)     | 40  | 22 | 11 | 7 | 4  | 39 | 15 | +24  |
| 4    | Tyresö FF (P)           | 40  | 22 | 12 | 4 | 6  | 41 | 26 | +15  |
| 5    | KIF Örebro DFF          | 33  | 22 | 9  | 6 | 7  | 31 | 27 | +4   |
| 6    | Jitex BK (en) (P)       | 33  | 22 | 10 | 3 | 9  | 32 | 39 | -7   |
| 7    | Umeå IK                 | 27  | 22 | 8  | 3 | 11 | 25 | 40 | -15  |
| 8    | Djurgårdens IF Dam      | 22  | 22 | 6  | 4 | 12 | 24 | 34 | -10  |
| 9    | Kristianstads DFF       | 20  | 22 | 5  | 5 | 12 | 32 | 48 | -16  |
| 10   | Hammarby IF             | 18  | 22 | 5  | 3 | 14 | 22 | 37 | -15  |
| 11   | Sunnanå SK (en)         | 17  | 22 | 4  | 5 | 13 | 18 | 53 | -35  |
| 12   | AIK Solna               | 10  | 22 | 3  | 4 | 15 | 16 | 50 | -34  |

### Meilleurs buteurs
| Rang | Joueuse               | Club                    | Buts marqués |
| ---- | --------------------- | ----------------------- | ------------ |
| 1    | Manon Melis           | LdB FC Malmö            | 25           |
| 2    | Sara Lindén (de)      | Kopparbergs/Göteborg FC | 16           |
| 2    | Linnea Liljegärd (de) | Kopparbergs/Göteborg FC | 16           |
| 4    | Kirsten van de Ven    | Tyresö FF               | 13           |
| 5    | Susanne Moberg (sv)   | Kristianstads DFF       | 11           |
| 5    | Sanna Talonen         | KIF Örebro DFF          | 11           |

## Sources
- (en) Sweden (Women) 2010, sur rsssf.com